# Макбі (Південна Кароліна)
Макбі (англ. McBee) — місто (англ. town) в США, в окрузі Честерфілд штату Південна Кароліна. Населення — 758 осіб (2020).

## Географія
Макбі розташоване за координатами 34°28′2″ пн. ш. 80°15′26″ зх. д. / 34.46722° пн. ш. 80.25722° зх. д. (34.467208, -80.257347).  За даними Бюро перепису населення США в 2010 році місто мало площу 3,31 км², уся площа — суходіл.

### Клімат
| Клімат : Макбі                                                                           | Клімат : Макбі | Клімат : Макбі | Клімат : Макбі | Клімат : Макбі | Клімат : Макбі | Клімат : Макбі | Клімат : Макбі | Клімат : Макбі | Клімат : Макбі | Клімат : Макбі | Клімат : Макбі | Клімат : Макбі | Клімат : Макбі |
| Показник                                                                                 | Січ.           | Лют.           | Бер.           | Квіт.          | Трав.          | Черв.          | Лип.           | Серп.          | Вер.           | Жовт.          | Лист.          | Груд.          | Рік            |
| Середній максимум, °C                                                                    | 8,9            | 12,2           | 18,3           | 23,3           | 26,7           | 31,1           | 32,2           | 31,7           | 28,3           | 22,8           | 14,4           | 8,9            | 21,6           |
| Середній мінімум, °C                                                                     | −2,2           | 0,0            | 5,6            | 8,9            | 14,4           | 20,0           | 21,1           | 21,1           | 17,8           | 11,1           | 3,3            | −1,1           | 10,0           |
| Середня кількість сонячних годин на місяць                                               | 173,6          | 180,8          | 235,5          | 270,0          | 291,4          | 288,0          | 291,5          | 272,8          | 240,0          | 229,4          | 177,0          | 167,4          | 2817,4         |
| Норма опадів, мм                                                                         | 118            | 101            | 128            | 85             | 87             | 110            | 105            | 99             | 119            | 97             | 91             | 89             | 1229           |
| Днів з опадами                                                                           | 11,2           | 9,3            | 10,8           | 8,6            | 10,1           | 10,3           | 11,0           | 9,6            | 7,9            | 6,5            | 8,6            | 10,0           | 113,9          |
| Днів зі снігом                                                                           | 1,8            | 0,8            | 0,8            | 0              | 0              | 0              | 0              | 0              | 0              | 0,2            | 0,5            | 0,8            | 4,9            |
| ---------------------------------------------------------------------------------------- | -------------- | -------------- | -------------- | -------------- | -------------- | -------------- | -------------- | -------------- | -------------- | -------------- | -------------- | -------------- | -------------- |
| Джерело: http://www.weather.com/outlook/health/fitness/wxclimatology/monthly/graph/29101 |                |                |                |                |                |                |                |                |                |                |                |                |                |

## Демографія
Згідно з переписом 2010 року, у місті мешкало 867 осіб у 345 домогосподарствах у складі 234 родин. Густота населення становила 262 особи/км².  Було 400 помешкань (121/км²).
Расовий склад населення:
| - 56,5 % — білих - 40,4 % — чорних або афроамериканців - 0,6 % — корінних американців - 1,3 % — осіб інших рас |

До двох чи більше рас належало 1,3 %. Частка іспаномовних становила 2,7 % від усіх жителів.
За віковим діапазоном населення розподілялося таким чином: 25,0 % — особи молодші 18 років, 60,1 % — особи у віці 18—64 років, 14,9 % — особи у віці 65 років та старші. Медіана віку мешканця становила 38,2 року. На 100 осіб жіночої статі у місті припадало 84,9 чоловіків;  на 100 жінок у віці від 18 років та старших — 84,1 чоловіків також старших 18 років.
Середній дохід на одне домашнє господарство  становив 43 313 долари США (медіана — 32 500), а середній дохід на одну сім'ю — 46 041 долар (медіана — 27 143). За межею бідності перебувало 41,2 % осіб, у тому числі 60,3 % дітей у віці до 18 років та 26,1 % осіб у віці 65 років та старших.
Цивільне працевлаштоване населення становило 377 осіб. Основні галузі зайнятості: виробництво — 21,2 %, освіта, охорона здоров'я та соціальна допомога — 20,2 %, роздрібна торгівля — 11,9 %, будівництво — 11,9 %.